# L'Œil du dragon
Ne doit pas être confondu avec L'Œuf du Dragon ou Dans l'œil du dragon.
Pour le jeu vidéo, voir L'Œil du dragon (jeu vidéo).
L'Œil du dragon (publié aux États-Unis sous le titre Dragonseye et au Royaume-Uni sous le titre Red Star Rising) est un roman de science-fiction de l'écrivain Anne McCaffrey appartenant au cycle de La Ballade de Pern, publié en 1997.
Il est présenté comme le quatrième tome du cycle des Origines, après Les Dauphins de Pern bien qu'il raconte des événements bien antérieurs. En effet, l'action se déroule juste avant le deuxième Passage des Fils, soit deux siècles après L'Aube des dragons.

## Résumé
Le roman évoque la préparation des weyrs à ce passage, et la création de l'Atelier des Harpistes.